# Kiwamero! Pokémon B & W
Be a Master! Pokémon B & W (究めろ！ポケモンB・W Kiwamero! Pokemon Burakku to Howaito) là loạt manga dựa trên trò chơi Pokémon Black and White.
Truyện được in vào tháng 10 năm 2010 trên CoroCoro Comics Special và bao gồm 6 chương truyện. Nhân vật chính của truyện Satoshi, một cậu bé muốn trở người thu phục các loại Pokémon ở khu vực Isshu.